# Факел гінця (роман)
«Факел гінця» (рос. Факел гонца)  — роман донського поета, письменника Володимира Олексійовича Потапова, член Союзу письменників Росії з 1992 роки. В. А. Потапов добре знає давню історію, вірування, міфи та легенди народів, які колись населяли Дон і Приазов'ї. Саме тут, на краю античного світу, відбувається дія його роману "Факел гінця", випущеного Ростовським книжковим видавництвом у 1990 році. Герої роману - Діон, син грека з міста Танаїс і його син Аполлоній, люди славної і трагічної долі, що присвятили своє життя боротьбі проти рабства.

## Сюжет
У центрі зображуваних подій - Діон, син грека з міста Танаїс, що стояв у гирлі Дону, і степовий красуні, що став, завдяки відвазі, мудрості і справедливості, стратегом і архонтом (воєначальником і правителем) рідного міста. Мріє змінити навколишній світ за законами справедливості, звільнити рідне місто з-під влади Боспорського царства, Діон вступає в християнську громаду в надії, що віра в Христа об'єднає всіх людей і допоможе підняти їх на боротьбу. Але чутки про це доходять до царя, і той надсилає воїнів для розправи над громадою. Діона зрештою пов'язують, садять в діряву "човен смерті" і пускають її вниз за течією. Однак воїни сусіднього племені сираков рятують його. Тамирия, цариця сираков і їх верховна жриця, призначає його вихователем дочки і начальником війська.
Багато небезпечних пригод випадає на частку героя. Не раз виручав він сираков. Однак у нього є син Аполлоній, якого забрали воїни боспорського царя в рабство, і він пускається на пошуки сина. Вже на схилі років він разом з сином, який став піратом, потрапляє в полон до римлян, які продають їх у рабство. Діон незабаром гине на хресті, а синові доля готує не менш багату пригодами життя. Він побував і гладіатором, і навіть царем в Пантікапеї, будучи обраним повсталим народом.
У романі два оповідача. Спочатку розповідається автором, а потім від імені Арависка, вихідця зі спекотної Лівії, колишнього сподвижником і свідком незвичайної життя Діона і його сина. Дія роману завершується на берегах Ахардея (сучасного Маныча) в поселенні полукочевого народу сіраков, звідки свого часу еллін-батько йшов на пошуки сина.